# Martin Mendes
Martin Mendes ist ein deutscher Schlagersänger.

## Leben
Martin Mendes war bereits zehn Jahre als Frontmann von „Magic-Sounds“ tätig, bevor seine Solo-Karriere begann. Er erzielte einen ersten Hitparaden-Erfolg mit dem Titel Halt den Traum in Dir fest, welcher sofort nach der Neuvorstellung in der hr4-Hitparade den ersten Platz eroberte und diese Position auch fünf Wochen hielt. In der SWR4-Schlagerparade belegte das Lied ebenfalls die Nummer 1. Darüber hinaus landete Mendes mit Halt den Traum in Dir fest auf Platz 24 in den Top 100 der deutschen Radiocharts.
Es folgten einerseits weitere Singles wie Die Sehnsucht nach Dir, Flieger um halb acht oder sein bisher größter Erfolg Du hast mich zum letzten Mal belogen, andererseits eine Reihe von Rundfunkauftritten. So war Martin Mendes unter anderem in der von Heino und Wolfgang Rositzka moderierten RPR2 Radiosendung „Herzliche Grüße aus Heinos Rathauscafe“ zu Gast.
Mit Zwischenstationen über die Plattenfirma Top-Star und EMI ist Martin Mendes bei der Siegener Musikproduktionsfirma Com-es unter Vertrag. Unter der Federführung von Com-es ist im September 2008 Martin Mendes erstes Album erschienen. Sein Debütwerk trägt den Namen Martin Mendes. Gleichzeitig wurde eine neue Single veröffentlicht: eine schnelle Tanznummer mit dem Titel Wenn der Discofox beginnt.
Mendes ist verheiratet und hat eine erwachsene Tochter.

## Diskografie

### Alben
- 2008: Martin Mendes

### Singles
- 1999: Halt den Traum in Dir fest
- 2000: Die Sehnsucht nach Dir
- 2001: Flieger um halb acht
- 2007: Du hast mich zum letzten Mal belogen
- 2008: Wenn der Discofox beginnt
- 2008: Am River-Blue fing alles an